# Трёхгрошовая опера (фильм, 1962)
«Трёхгрошовая опера» (нем. Die Dreigroschenoper) — франко-немецкий художественный фильм, поставленный Вольфгангом Штаудте в 1962 году. Вторая экранизация одноименной пьесы Бертольта Брехта после фильма 1931 года в постановке Г. В. Пабста.

## Сюжет
Лондон, район Сохо. Местный бандит Мэкки-Нож женится на красотке Полли Пичем, отец которой — предводитель лондонских нищих. Пичем требует от полицейского Брауна поймать бандита Мэкки и посадить. Но Полли не собирается предавать любимого и охотно берёт на себя командование бандой, сразу начав с контроля над местным банком.
Бывшая любовница Мэкки, известная проститутка по кличке Дженни-Малина, сдаёт его полиции. Однако начальник полиции Браун мало озабочен криминальной обстановкой в городе, он запутался в получаемых им взятках: одни платят за то, чтобы Мэкки сидел в тюрьме, другие — за то, чтобы был отпущен. А тем временем предводитель нищих организует демонстрацию, что грозит сорвать назначенную коронацию.